# Pholadiphila turnerae
Pholadiphila turnerae är en ringmaskart som beskrevs av Dean 1992. Pholadiphila turnerae ingår i släktet Pholadiphila och familjen Oenonidae. Inga underarter finns listade i Catalogue of Life.